# کوه سنکینگ
کوه سنکینگ در استان جیانگشی، چین قرار دارد و دارای سه قله و مناظر بی نظیر طبیعی می‌باشد.این کوه توسط چین به عنوان پارک ملی ثبت شده‌است .۱۰۰۰ گونه گیاه و ۸۰۰ گونه از حیوانات در آن وجود دارند و پناهگاهی برای حیوانات وگیاهان است.مساحت آن ۲۲۰۰ کیلومتر مربع است و در سال ۲۰۰۸ در فهرست میراث جهانی یونسکو ثبت شد.

## نگارخانه

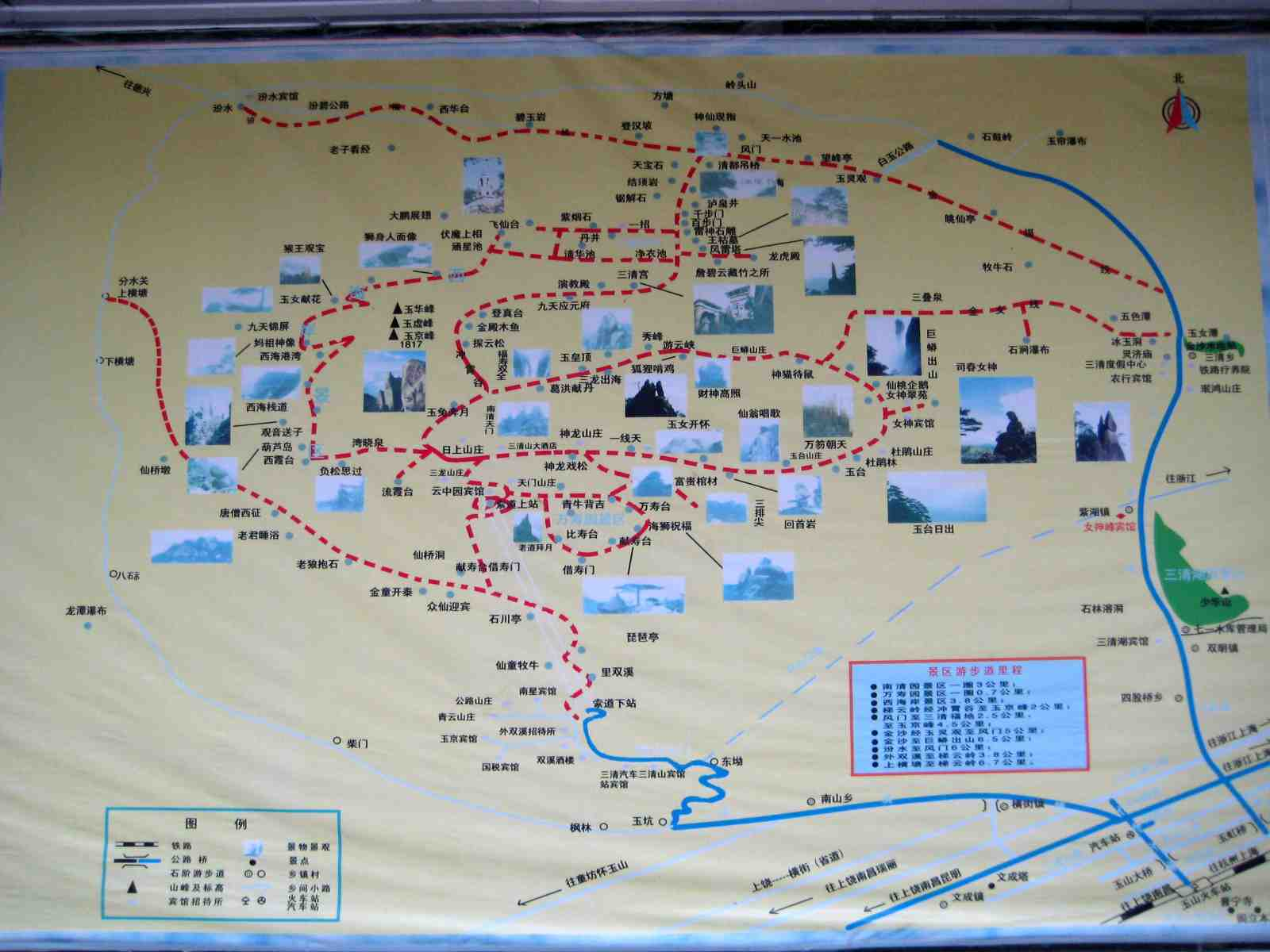
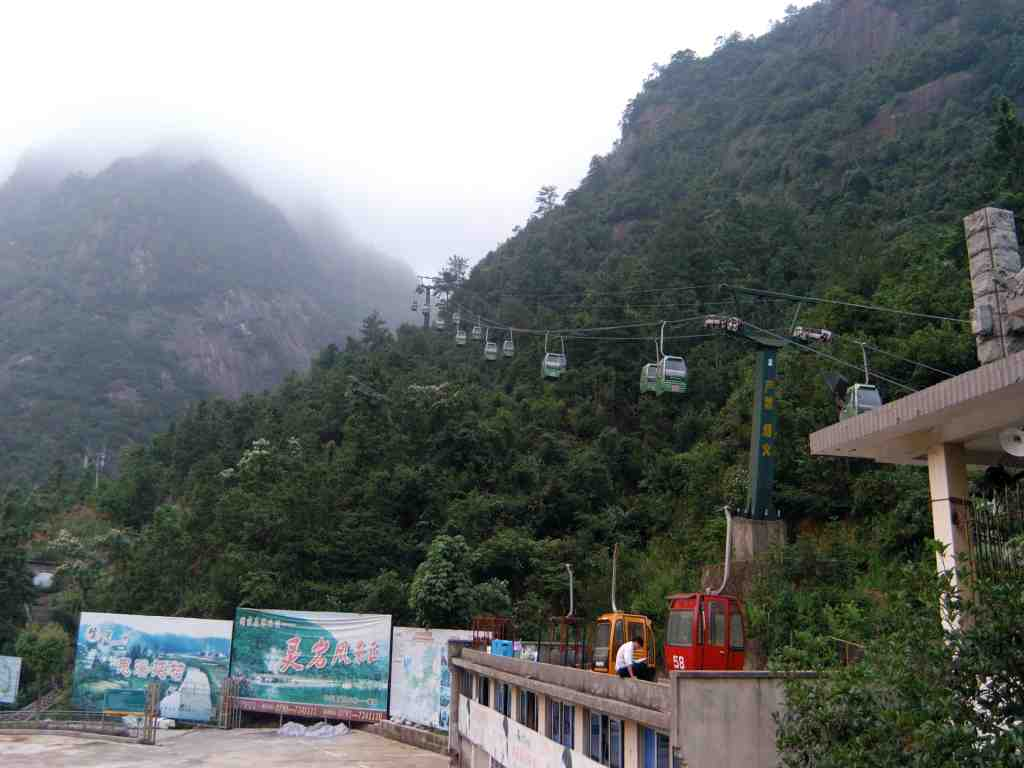
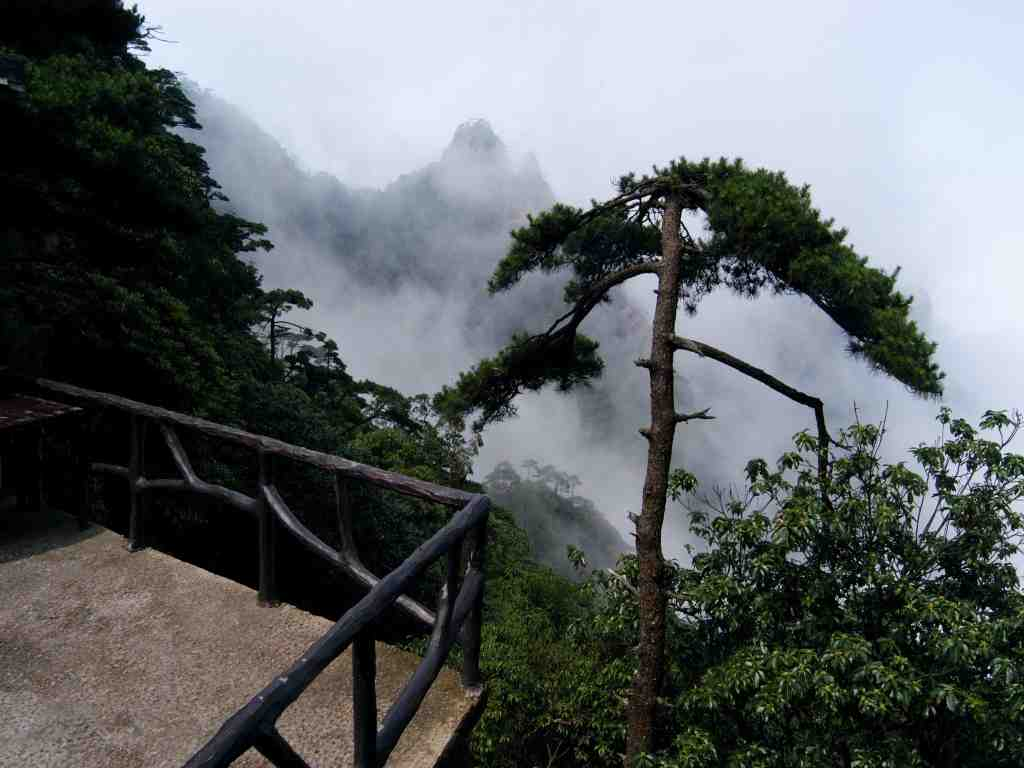
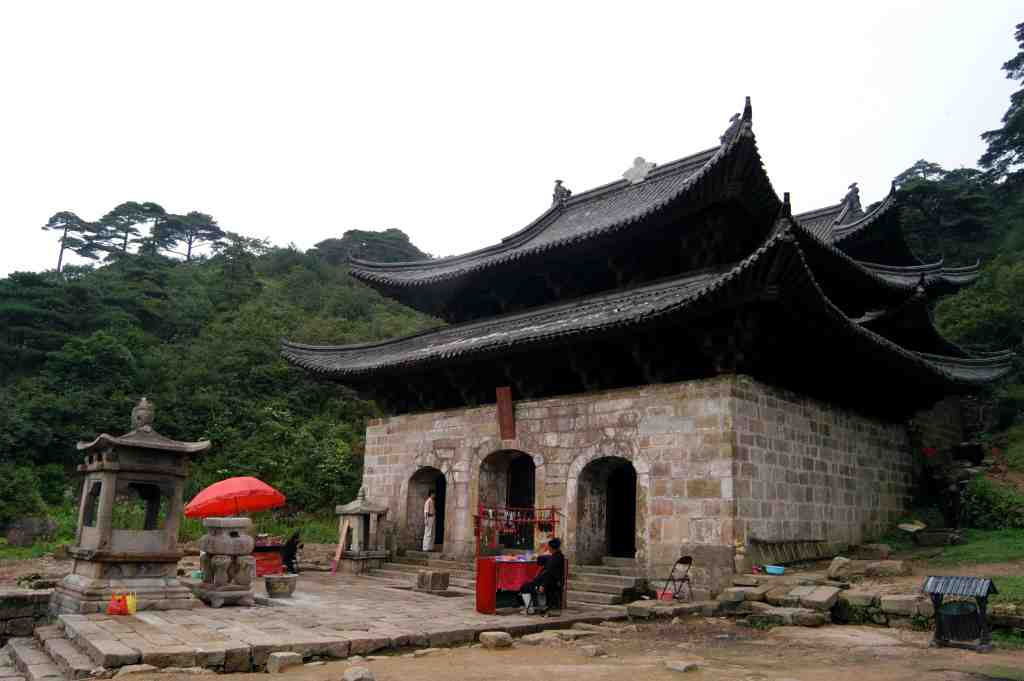
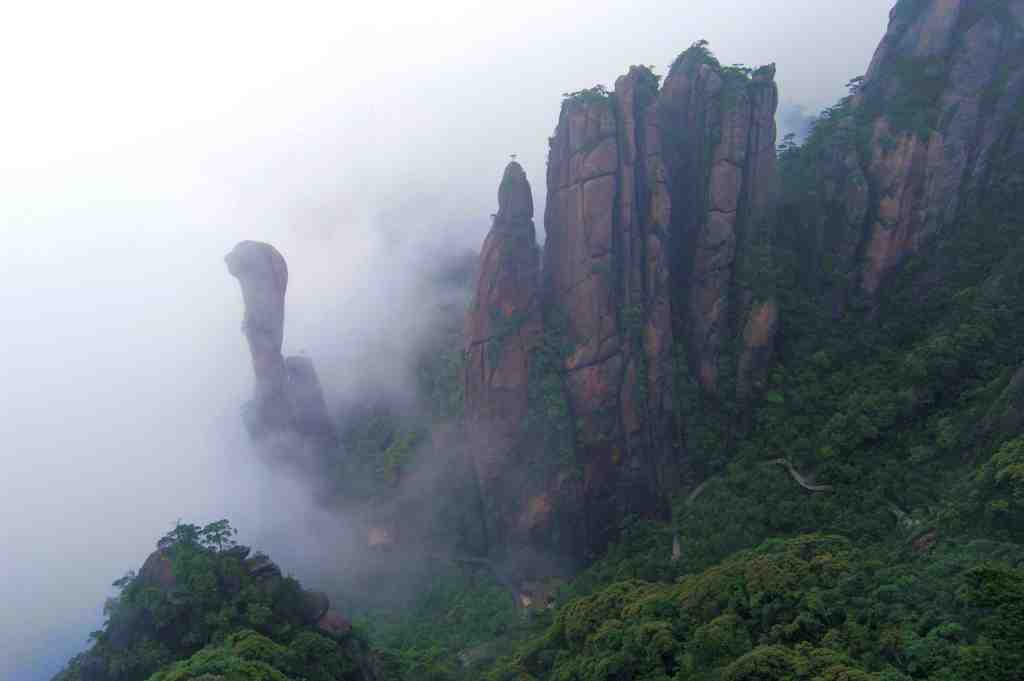
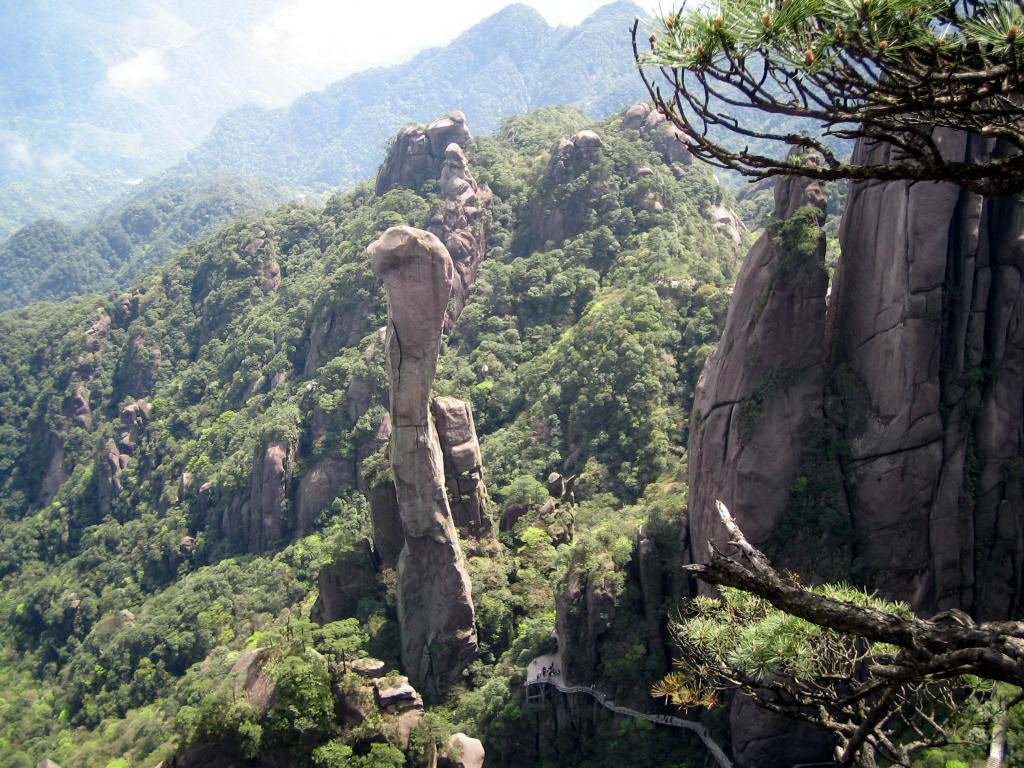
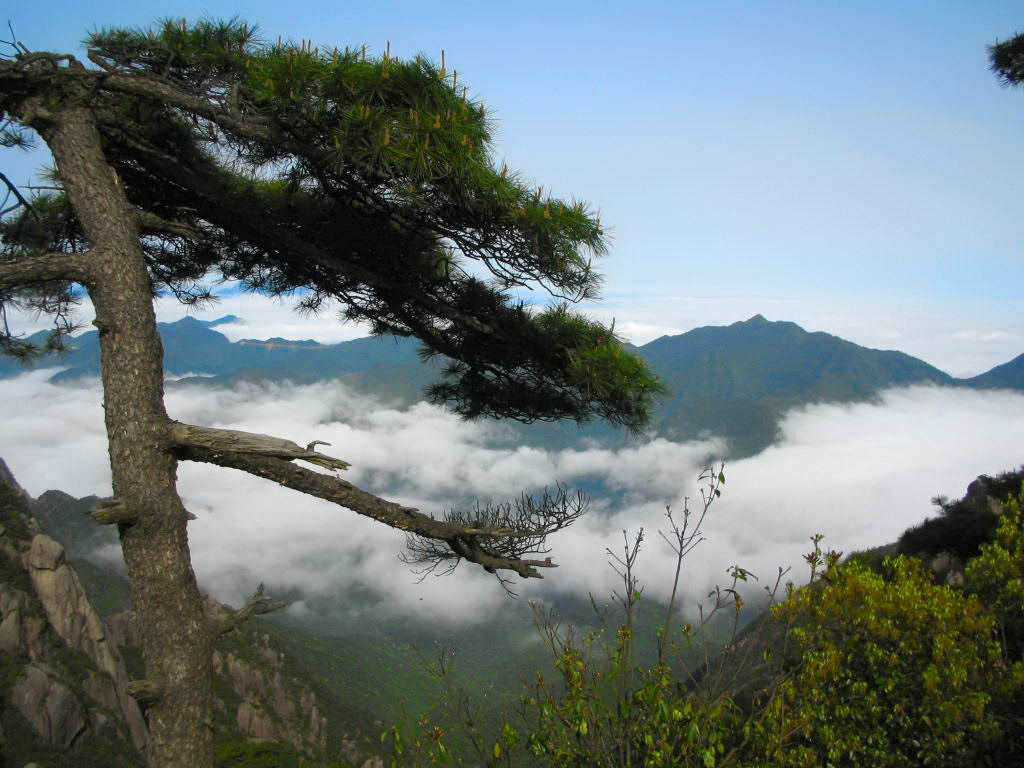
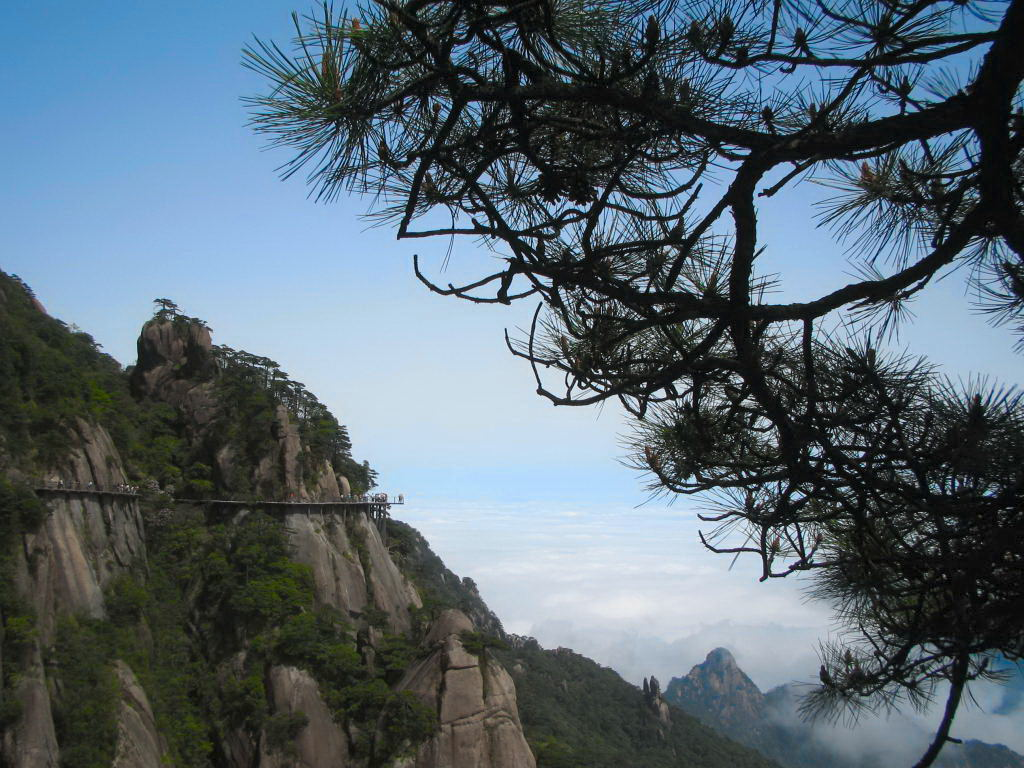
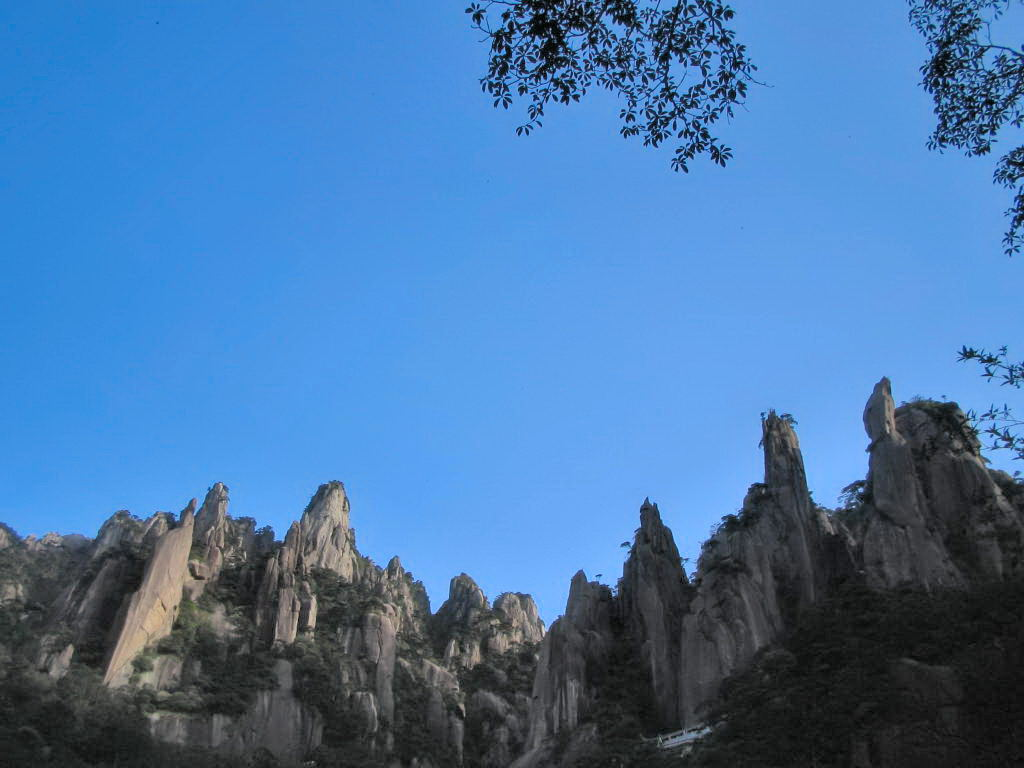
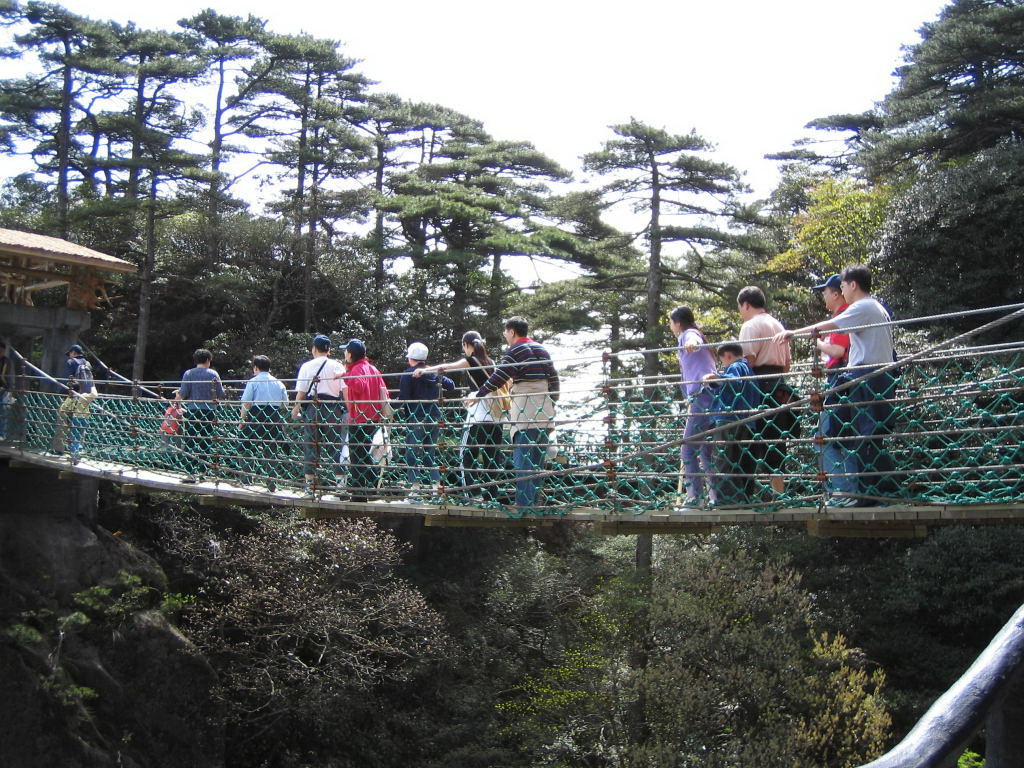